# Ekboarmia holli
Ekboarmia holli är en fjärilsart som beskrevs av Charles Oberthür. Ekboarmia holli ingår i släktet Ekboarmia och familjen mätare. Inga underarter finns listade i Catalogue of Life.